# Chuck Barris
Charles Hirsch Barris (3. juni 1929 - 21. marts 2017) var en amerikansk gameshowvært, producer og tv-vært. Barris er kendt som vært på The Gong Show og for at have skabt The Dating Game og The Newlywed Game. Han var også sangskriver, der skrev "Palisades Park", indspillet af Freddy Cannon, og den er også blevet indspillet af Ramones.
Barris skrev en selvbiografi kaldet Confessions of a Dangerous Mind, der blev filmatiseret og instrueret af George Clooney.

## Shows
- The $1.98 Beauty Show
- Bamboozle (unsold pilot)
- Camouflage
- The Chuck Barris Rah-Rah Show
- Comedy Courtroom (unsold pilot)
- Cop Out (usolgt pilotepisode)
- The Dating Game
- Dollar a Second (unsold pilot)
- Dream Girl of '67
- The Mama Cass Television Show (ABC special, 1969)
- The Family Game
- The Game Game
- The Gong Show
- How's Your Mother-in-Law?
- Leave It to the Women
- The Newlywed Game
- Operation: Entertainment
- The Parent Game
- People Pickers (unsold pilot)
- Three's a Crowd
- The New Treasure Hunt/Treasure Hunt
- Your Hit Parade (CBS, 1974)

## Diskografi
Barris komponerede musik og udgav det. Sange markeret ned en asterisk (*) er sange der ikke er skrevet af Barris, men som er inkluderet på indspilningen:
- "Too Rich" / "I Know A Child" (Capitol Records)
- "Baja California" / *Donnie" (Dot Records)
- "Why Me Oh Lord" / "Sometimes It Just Don't Pay To Get Up" (MCA Records)

Barris skrev også følgende sange, og kunstnere der har indspillet nummeret er skrevet ved hver. Deres første to sange blev udgivet på "Swan" 45 rpm plade, og den tredje på en "Decca" LP:
- "Summertime Guy" (Eddie Rambeau; instrumentalversion af sangen blev brugt som tema til The Newlywed Game)
- "Palisades Park" (Freddy Cannon)
- "Love Sickness" (Milton DeLugg)

I 1973 udgav Barris en LP med musik fra gameshows Chuck Barris Presents Themes From TV Game Shows (Friends Records). Alle numre er instrumentalnumre arrangeret af Tom Scott, Mike Barone og Dale Oehler.
Side 1
- "Dating Game Theme" (January/CBP Music, Inc. BMI Chuck Barris/David Mook)
- "Dating Game Closing Theme" (Little Rosie)
- "Newlywed Game Theme"
- "Treasure Hunt Theme"
- "True Grit - Winners Theme" (Bernstein) Famous Music ASCAP
- "Treasure Hunt Losers Theme"
- "People Pickers Theme" (Pretty Maidens)

Side 2
- "Operation Entertainment Theme" (Road Of Love)
- "Family Game Theme" (Too Rich)
- "Cop-Out Theme" (Little Russian Song)
- "Mother-In-Law Theme" (Mother Trucker)
- "Parent Game Theme" (Baja California)
- "Dream Girl Theme" (Hunk Of Love)